# هجوم اللواء الخفيف
هجوم اللواء الخفيف (بالإنجليزية: Charge of the Light Brigade)‏ هو هجوم شهدته حرب القرم، قامت به قوات الفرسان البريطانية الخفيفة بقيادة اللورد كارديغان ضد القوات الروسية أثناء معركة بالاكلافا في 25 أكتوبر 1854.

## أحداث الهجوم
قرر اللورد رغلان ـ القائد العام للقوات البريطانية ـ الدفع باللواء الخفيف لمنع القوات الروسية من نقل المدافع التي استولت عليها من المواقع التركية التي احتلتها، وهي مهمة تعدّ وحدات الفرسان الخفيفة خير من يقوم بها.
إلا أن خللًا في الاتصال في تسلسل القيادة أدى إلى الدفع باللواء الخفيف في هجوم جبهوي ضد بطارية مدفعية روسية أخرى، وكانت هذه البطارية على أهبة الاستعداد وتتمتع بمجال ممتاز من النيران الدفاعية. وقد نجح اللواء الخفيف في الوصول إلى البطارية رغم القصف المدفعي المباشر والمكثف وتمكن من تشتيت بعض المدفعيين، إلا أنه لم يلبث أن أُجبر على التراجع، وانتهى هذا الهجوم الفاشل بعدد بالغ الضخامة من القتلى والجرحى في صفوف القوات البريطانية.
خلد اللورد ألفريد تنيسون ذكرى هذا الهجوم بقصيدة سردية عنوانها "هجوم اللواء الخفيف"، نشرها سنة 1854، بعد ستة أسابيع من الحدث. وامتدحت القصيدة بسالة الفرسان في تنفيذ الأوامر العسكرية بكل شجاعة، بغضّ النظر عما كان متوقعًا للمهمة من سوء المنقلب. ولم يُعرف على سبيل التأكيد من المسؤول عن سوء التواصل الذي تسبب في الكارثة، إذ كان الأمر الصادر بالهجوم مبهمًا، وقُتل الضابط الذي حمل التعليمات المكتوبة مع بعض التفسيرات الشفهية في الدقائق الأولى من الهجوم